# Alabama (romanzo)
Alabama è il settimo romanzo dello storico Alessandro Barbero, pubblicato nell'aprile 2021.

## Genesi
La stesura del romanzo nasce dall'interesse dell'autore per la Guerra di secessione americana, e dalle fonti memorialistiche dell'epoca a cui il romanzo è ispirato.

## Descrizione
Una giovane laureanda in storia interroga un vecchio reduce sudista della guerra di secessione, Dick Stanton, della cittadina di Magnolia, Alabama: è l'ultimo superstite di un eccidio di neri. Questi inizierà a raccontare in modo torrenziale la sua esperienza di quel mondo e di quell'epoca, pure tra reticenze e informazioni non sempre affidabili.

## Edizioni
- Alessandro Barbero, Alabama, 1ª ed., Sellerio, 2021, ISBN 9788838941948.